# نیروهای مسلح اسلوونی
نیروهای مسلح اسلوونی (اسلوونیایی: Slovenska vojska) مجموعه نیروهای نظامی اسلوونی است، که از نیروی زمینی اسلوونی، نیروی هوایی و پدافند هوایی اسلوونی و نیروی دریایی اسلوونی تشکیل می‌شود.